# Terence Ford
Terence Ford (Chicago, 21 april 1945) is een Amerikaanse acteur en fotograaf.

## Biografie
Ford is van Ierse, Duitse en Russische afkomst. Hij was al op jonge leeftijd geïnteresseerd in fotograferen. Op eenentwintigjarige leeftijd ging hij naar het London Film School en haalde daar zijn diploma in fotografie. Hierna ging hij toch acteren zoals zijn vader, opa en broer. Maar hij maakte nooit een naam zoals zijn broer en daar maakte hij nooit een probleem over. In zijn veertiger jaren stopte hij met acteren en ging zich meer toeleggen op fotograferen. Ford werd dus een professionele fotograaf en exposeerde zijn foto's op een tentoonstelling in 2007. Zijn werk bestaat voornamelijk uit foto's van paarden, cowboys en kinderen in actie.
Ford begon in 1983 met acteren in de televisieserie Knots Landing. Hierna heeft hij nog meerdere rollen gespeeld in televisieseries en films zoals The Young and the Restless (1986) en The Game (1997).

### Familie
- Broer van Harrison Ford.
- Ex-zwager van Melissa Mathison.
- Zwager van Calista Flockhart.
- Getrouwd van 1969 t/m 1971, 1977 t/m 1982 en van 1987 t/m 1992 (alle drie beëindigt door een scheiding)[1]

## Filmografie[2]

### Films
- 1997 The Game – als advocaat
- 1993 Polly West est de retour – als Michaël
- 1992 Tattle Tale – als de man uit Texas
- 1992 The Runner – als Jack Slater
- 1991 Memories of Midnight – als ??
- 1991 Eye of the Widow – als Milton

### Televisieseries
Uitgezonderd eenmalige gastrollen.
- 1991 Riviera – als Michael – ? afl.
- 1986 The Young and the Restless – als Peter Endicut – 5 afl.